# J'étais médecin avec les chars
J'étais médecin avec les chars est un journal de guerre d'André Soubiran publié en 1943 aux éditions Didier et ayant reçu le prix Renaudot et le prix Louis-Paul-Miller de l’Académie française la même année. Ce journal a été préfacé par Georges Duhamel, autre médecin envoyé au front lors de la Première Guerre mondiale.

## Contexte
André Soubiran devient médecin en 1935 à Toulouse. En septembre 1939, il est mobilisé au 3e régiment d'auto-mitrailleuses en tant que médecin. Il a été en Champagne puis à Briey.

## Résumé
André Soubiran décrit sa participation à la Bataille de France de mai-juin 1940 dans un escadron de chars.
Le récit commence le 9 mai au Luxembourg. Le lendemain, les Allemands sont entrés dans le Luxembourg, trois jours après le régiment doit se replier à Murville. Puis aller sur le front de l'Aisne en passant à Verdun et Pont-Faverger. Arrivé à Dizy-le-Gros, il redescend à Sissonne, et va à Laon. Le 20 mai à Soissons, le 21 à Villers-Cotterêts, le 22 à Cramaille, avant de partir le 24 dans la Somme. Le 27 le régiment se rend chercher du matériel à Montlhéry en passant par Beauvais et Paris puis retourner dans la Somme. En juin, c'est en Normandie, il faut traverser la Seine et se replier de jour en jour vers l'Ouest. À Saint-Fraimbault, le régiment se trouve au milieu des soldats allemands.

## Éditions
- J'étais médecin avec les chars, Toulouse: éditions Didier, 1943.
- J'étais médecin avec les chars, Paris: éditions SEGEP, 1950.
- J'étais médecin avec les chars, Presses Pocket n° 361-362, 1964.
- J'étais médecin avec les chars, Genève: Édito-Service, 1968.